# Linha de Bohus
A Linha de Bohus (em sueco: Bohusbanan) é uma via férrea que percorre o litoral da província histórica da Bohuslän, ligando Gotemburgo a Strömstad, e passando por Uddevalla e Munkedal.

Tem uma extensão de 90 km, via única, e está completamente eletrificada.

É principalmente traficada por comboios/trens regionais.

No verão, há uma ligação por comboio/trem X2000 de Strömstad - Uddevalla até Estocolmo.

## Itinerário
A linha atravessa as cidades:

- Gotemburgo
- Stenungsund
- Ljungskile
- Uddevalla
- Tanums station (a 2 km a oeste de Tanumshede)
- Strömstad

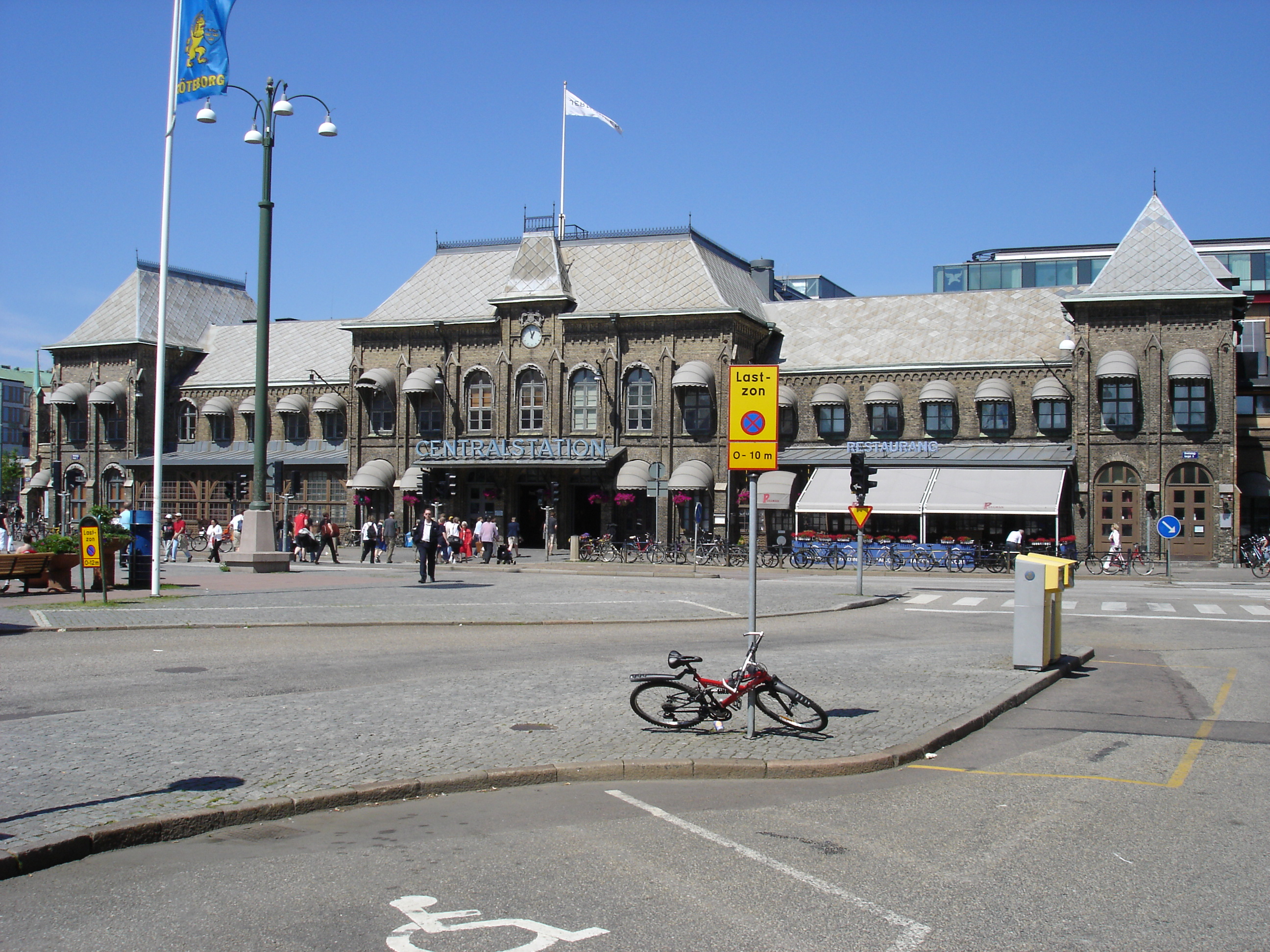
A estação central de Gotemburgo
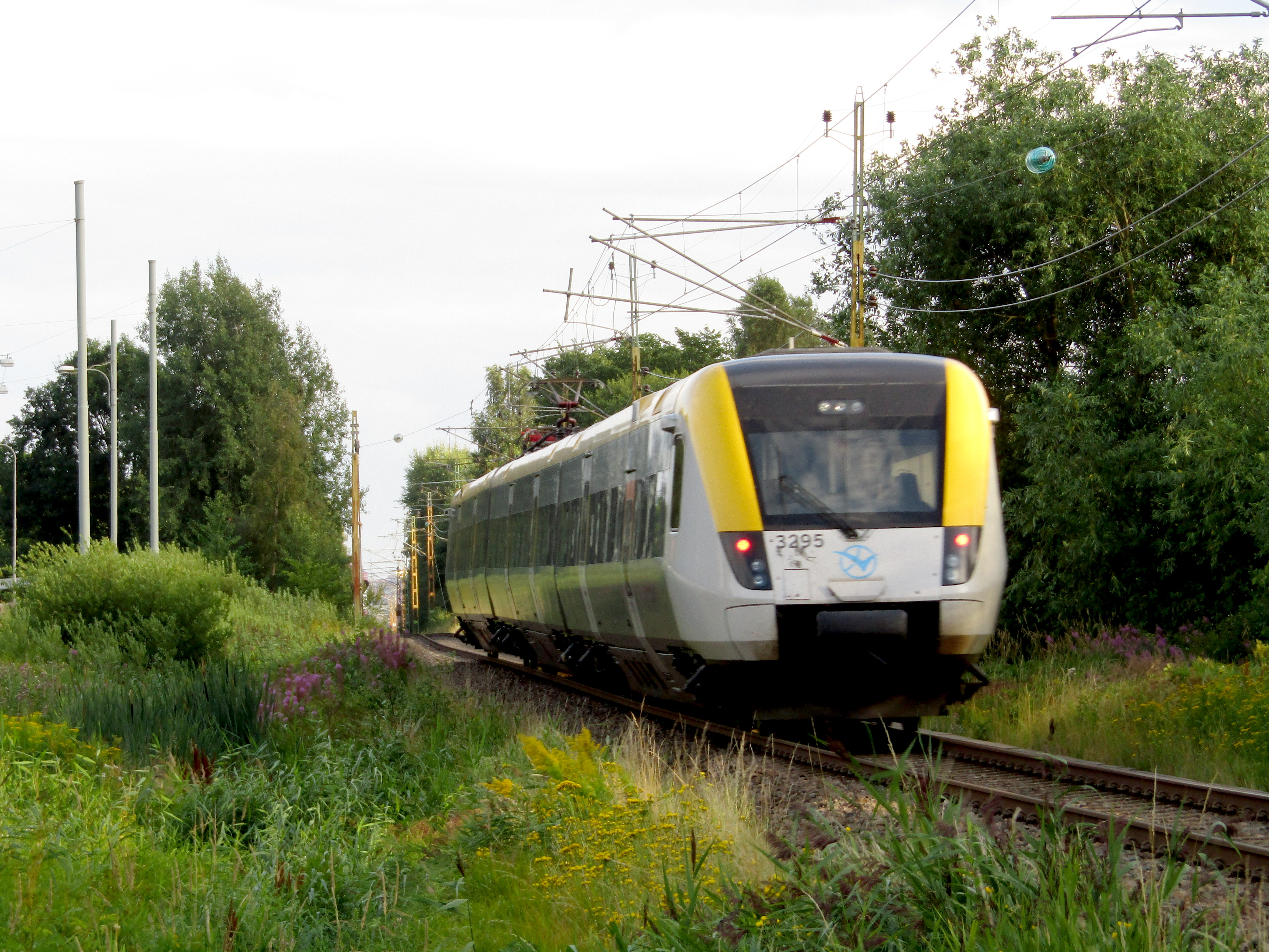
Tráfego ferroviário regional em Skogome
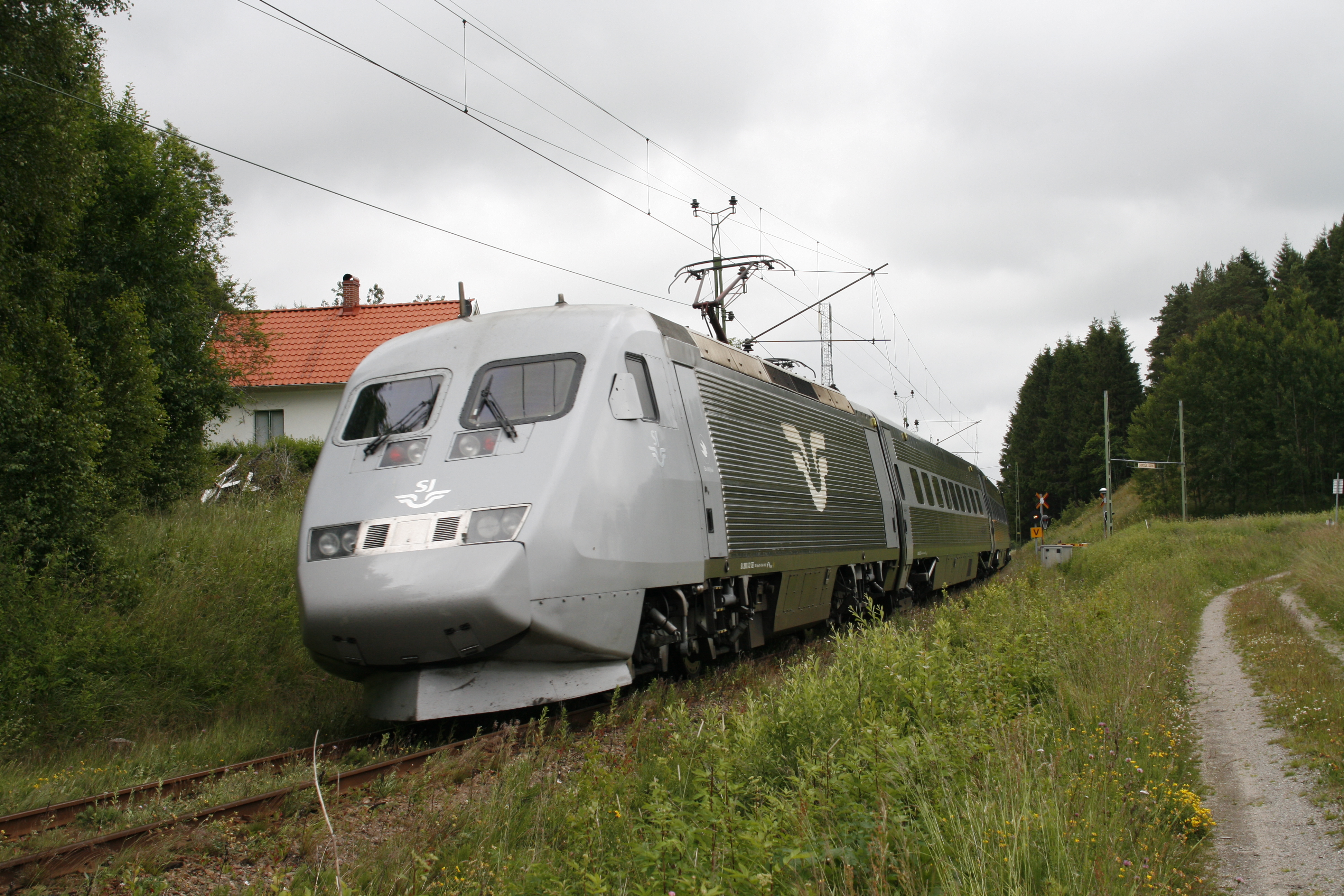
Tráfego ferroviário nacional em Varp
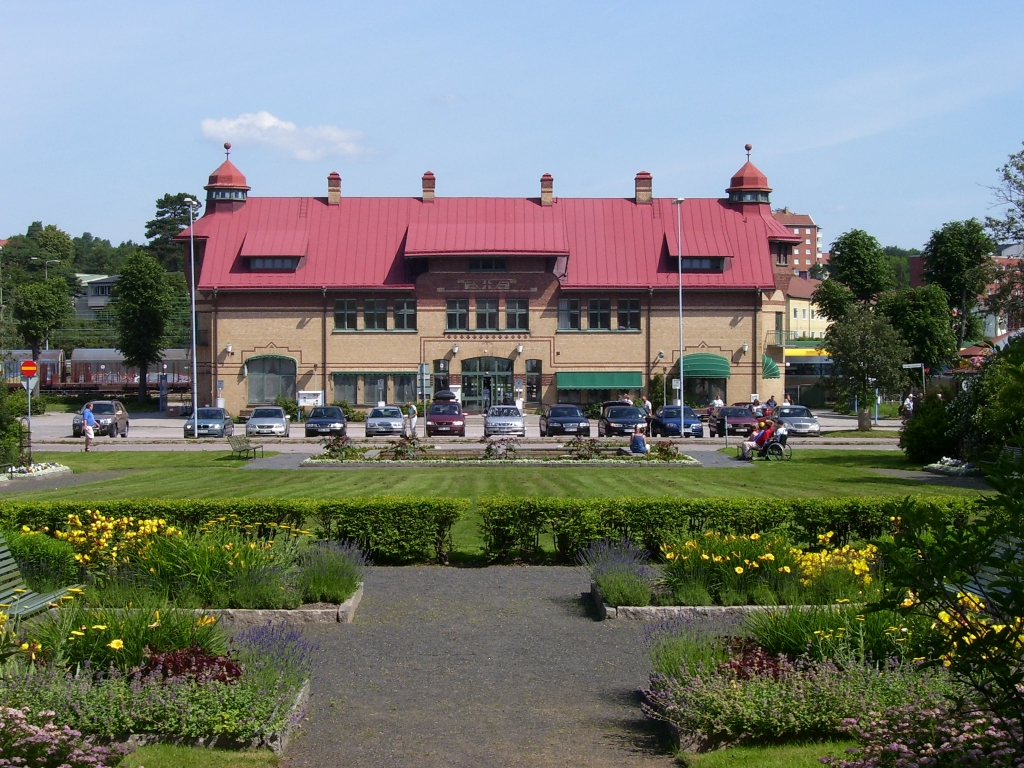
A estação central de Uddevalla